# Granone Lodigiano
Il Granone Lodigiano era un formaggio a pasta dura considerato il capostipite di tutti i formaggi grana. Il formaggio storico è stato formato per secoli nelle campagne del territorio lodigiano e in alcune zone limitrofe a nord del Po e la massima espansione si ebbe nel XIX secolo, con circa 450 casoni lodigiani attivi nella produzione.
La sua peculiarità principale che lo distingueva dagli altri formaggi era costituita dalla formazione di una goccia di maturazione proteico-lipidica (detta anche «lacrima») all'interno degli «occhi», ovvero delle piccole bolle di gas che si generavano all'interno del formaggio durante il processo di stagionatura.
La produzione del Granone Lodigiano con la «goccia» cessò alla fine degli anni settanta. Negli anni duemila un progetto della Provincia di Lodi fece rinascere la produzione di un formaggio lontanamente simile con il nome di "Tipico Lodigiano", chiamato anche «Tipo Granone», per ricordare il suo scomparso progenitore, progetto che ad oggi risulta terminato. Oggi la denominazione legale «Granone Lodigiano» P.A.T. è da considerarsi quantomeno imprecisa, dal momento che si tratta di un formaggio differente dalla metodologia di produzione storica.
La Regione Lombardia, nell'attuale revisione dei prodotti agroalimentari tradizionali, classifica al numero 112 questo formaggio.

## Storia
Come per molti alimenti di antica origine, risulta difficile stabilire con precisione la data di nascita del grana; la tradizione vuole che sia nato in ambiente monastico, attorno al 1135, anno di fondazione dell'abbazia di Chiaravalle Milanese, ma non si può escludere che il grana venisse già prodotto da tempo.
La bonifica delle campagne paludose a nord del Po ad opera dei monaci cistercensi creò abbondanza di foraggi, da cui l'espansione degli allevamenti bovini, con la conseguenza di grandi disponibilità di latte; tutto ciò diede impulso alla necessità di trasformare il latte in formaggio a lunga conservazione. La culla del grana si può quindi collocare tra Po, Ticino e Adda, con Lodi e Codogno come mercati originari di questo commercio. Presto la produzione si allargò ai territori adiacenti della pianura padana, scavalcando il Po e diffondendosi fino al Bolognese.
Codogno contende a Lodi la primogenitura del Granone Lodigiano, e certamente i codognesi – in virtù della vicinanza geografica – lo vendevano in gran quantità sul mercato di Piacenza, città a cui furono poi legati dal 1492 per trattato: di conseguenza, prima ancora che i piacentini producessero grana, il Granone aveva preso il nome della loro città, che all'epoca rappresentava un importante centro politico ed economico. A testimonianza di ciò, fino alla nascita dei marchi DOP Padano e Parmigiano, nel Sud Italia il grana era ancora chiamato col nome di «piacentino». A Enna, in Sicilia, viene tuttora prodotto un formaggio con l'aggiunta di zafferano, che – pur essendo molto diverso dal Granone – porta anch'esso il nome di Piacentino.
Numerosi scritti attestano la diffusione del formaggio grana fin dal Basso Medioevo: Benvenuto da Imola nel XIV secolo annotava l'usanza dei mercanti di portarsi per mare il formaggio piacentino «più serbevole e resistente a tutte le malattie»; Giovanni Boccaccio negli stessi anni raccontava nel Decameron (ottava giornata, terza novella) che nel Paese di Bengodi «eravi una montagna tutta di formaggio parmigiano grattugiato». Un secolo dopo, nel 1477, il medico Pantaleone da Confienza, nel suo trattato sui formaggi, chiariva: «I formaggi piacentini da alcuni sono chiamati parmigiani perché a Parma se ne producono di simili non molto diversi per qualità». Quale che fosse il luogo di produzione, ormai il grana aveva fama consolidata per la sua conservabilità, e viaggiava per l'Italia e oltralpe.
Uno scritto del 1513 riporta che il conte Francesco Cavazzi della Somaglia, signore di Livraga e Orio, faceva produrre nei suoi feudi gigantesche forme di Granone. Un elogio, poi stampato nel 1542, ad opera del conte Giulio Landi, feudatario di Caselle, accompagnava il dono di una forma di grana al cardinale Ippolito de' Medici suo protettore: col titolo di Formaggiata, decantava le «vere et pretiose lodi» del formaggio piacentino. Nella stessa opera indica le tre provenienze del formaggio (grana): piacentino, parmigiano e milanese (ovvero lodigiano).
Ecco quanto scriveva Bartolomeo Stefani nel suo ricettario L'arte di ben cucinare (1662) a proposito del formaggio grana:
Se il grana, quindi, è fuor di dubbio nato in Lombardia, per le sue caratteristiche fu prestissimo riprodotto dove c'era abbondanza di foraggi, quindi anche nelle pianure ai piedi dell'Appennino emiliano. Le dispute sulla primogenitura che ogni tanto ancora si sentono non sono fondate: il grana lodigiano ha figliato presto e i suoi eredi padani e parmigiani ancora oggi portano per il mondo la gloria di questo formaggio.
Nella storia del formaggio Parmigiano, un episodio curioso riguarda la fine del XVIII secolo, quando Napoleone Bonaparte inviò il suo scienziato Gaspard Monge a Parma per studiare le tecniche di produzione di quello che credeva fosse il formaggio tipico della regione. Sorprendentemente, Monge scoprì che a Parma il formaggio non era prodotto, venendo indirizzato invece a Lodi, in Lombardia, per apprendere le tecniche di produzione. Il 22 ottobre 1799, Monge inviò a Napoleone una descrizione dettagliata del processo di fabbricazione del formaggio lodigiano, che si rivelò corrispondere al metodo di produzione del Granone Lodigiano.
Il formaggio parmigiano, noto anche come "grana" a Parma, fu descritto in maniera erronea nella guida Baedeker del 1855 come un prodotto tipico di Parma, quando in realtà era prodotto in Lombardia. A partire dalla seconda metà del XVIII secolo, la produzione di formaggio nella regione di Parma sembrò ridursi notevolmente, con il formaggio lodigiano che guadagnava reputazione e preferenza a livello internazionale per la sua qualità superiore. Questo periodo segnò una transizione nell'industria casearia locale, con un declino della produzione di formaggio a Parma e un maggiore riconoscimento del formaggio lodigiano.

## La scomparsa del Granone Lodigiano
Il Granone Lodigiano originale non esiste più almeno dalla fine degli anni settanta: la sua produzione dipendeva dalla disponibilità dei foraggi delle marcite, che sono scomparse in seguito all'introduzione dell'agricoltura intensiva cerealicola (mais).
Le altre concause della sua scomparsa, di natura economica, sono state: l'adozione della vacca Frisona nel dopoguerra, a scapito della molto meno produttiva Bruna alpina; l'impiego dei siero-innesti al posto della fermentazione spontanea per mezzo della microflora nativa (frequenti scarti per gonfiore delle forme); l'abbandono della faticosa salatura a secco e della lunga stagionatura, da 36 mesi (stravecchio) fino a 60 (stravecchione), necessaria alla formazione del caratteristico aspetto verdastro e della goccia di siero.
Con la rimozione dei prati a marcita è cessata anche la produzione di formaggio che ne derivava. Senza marcite e senza trifoglio non è possibile ricreare quella microflora batterica che produce la peculiare fermentazione lattica per cui era famoso il Granone Lodigiano. La conseguenza di ciò era la nascita della «lacrima» di siero nel formaggio in una piccola cavità formata dai gas della fermentazione, chiamata «occhiatura».

## Caratteristiche
Il Granone Lodigiano si differenziava dagli altri grana per la pasta con una lievissima venatura verde e per la goccia che usciva dalle molte «occhiature», ovvero dalle piccole bolle di gas che si formavano all'interno del formaggio durante la lunga stagionatura. I formaggi grana non presentano questo fenomeno, essendo a pasta compatta.
Pur appartenendo alla famiglia dei formaggi da grattugia, era spesso usato come formaggio da tavola dal sapore piccante e vivacemente salato.

## Lavorazione
La lavorazione del Granone Lodigiano era analoga a quella degli altri formaggi grana della valle del Po. La pasta cotta era ottenuta dal latte proveniente da due mungiture differenti: quella serale scremata per affioramento, mentre quella mattutina lasciata intera. A differenza del Grana Padano, la massa tolta dalla caldaia non veniva pressata, affinché il siero incorporato nella pasta desse origine alla caratteristica «lacrima». All'impasto si aggiungeva anche un poco di zafferano che faceva tendere il colore al giallo; la pasta veniva infine salata a secco al contrario degli altri grana, per poi subire un processo di maturazione che variava da un minimo di due anni ad un massimo di quattro. Durante questo periodo le forme venivano unte con olio di lino.
Esistevano due versioni di Granone Lodigiano, che si distinguevano in base al periodo di lavorazione: il «maggengo», prodotto dal 23 aprile al 29 settembre, cioè dal giorno di San Giorgio a quello di San Michele, ed il «vernengo», fatto nei mesi invernali.
Il peso, a seconda delle dimensioni e della durata della stagionatura, variava tra i trenta ed i quaranta chilogrammi; in passato si producevano anche forme del peso di ottanta chili e più. Nel Lodigiano e nel settore occidentale della provincia di Pavia venivano inoltre preparate forme più piccole, stagionate solo tre o quattro mesi, dalle quali, affettando scaglie sottilissime con un particolare coltello, si ricavava la cosiddetta raspadüra.
Il Granone Lodigiano che raggiungeva i quattro anni di stagionatura era detto «stravecchione» («straveciòn» in dialetto lodigiano): la forma cilindrica misurava dai quaranta ai cinquanta centimetri di diametro ed era alta dai sedici a venticinque.

## L’aggiornamento dell’elenco P.A.T. della Regione Lombardia
In seguito a un'azione di chiarimento, con riferimenti storici, presso l’elenco delle P.A.T, nel 2011 la Regione Lombardia emette un decreto che ridefinisce la produzione del Granone Lodigiano nelle province di Lodi e Cremona.
La scheda prodotto relativa al Granone Lodigiano (presente nella sedicesima revisione dell’elenco dei prodotti agroalimentari tradizionali di Regione Lombardia) riporta le seguenti caratteristiche:
| Denominazione           | GRANONE LODIGIANO |
| Territorio              | Province di Lodi e Cremona |
| Definizione             | Formaggio da latte vaccino crudo, stagionato |
| Materie Prime           | Latte vaccino, caglio, sale, zafferano |
| Caratteristiche fisiche | Forma cilindrica di diametro 45–50 cm, con lo scalzo di 20 cm. Peso 45–50 kg |
| Descrizione sensoriale  | Sapore salato, a pasta gialla, di consistenza dura |
| Tecnica di produzione   | Latte di 2 mungiture - scrematura - aggiunta caglio animale - coagulazione a 35 °C per 15 min - rottura media del coagulo - riscaldamento cagliata a 45÷50 °C - salatura a secco o in salamoia - stagionatura da 2 a 4 anni. |